# یعقوب‌لو (گدابیگ)
یعقوب‌لو (به لاتین: Yaqublu) یک منطقه مسکونی در جمهوری آذربایجان است که در شهرستان گدابیگ واقع شده است. یعقوب‌لو ۲۳۸ نفر جمعیت دارد.